# Lilpri
Pour les articles homonymes, voir Lilpri (groupe) et Puri (homonymie).
 (octobre 2019).
Si vous disposez d'ouvrages ou d'articles de référence ou si vous connaissez des sites web de qualité traitant du thème abordé ici, merci de compléter l'article en donnant les références utiles à sa vérifiabilité et en les liant à la section « Notes et références ».
Hime Chen! Otogi Chikku Idol Lilpri (ひめチェン！おとぎちっくアイドル リルぷりっ), couramment appelé Lilpri (リルぷりっ, rirupuri, ou Lil' Pri, abréviation de Little Princess), est un jeu d'arcade de Sega, également adapté en une série anime de 51 épisodes diffusée au Japon d'avril 2010 à mars 2011, et en un groupe musical homonyme formé des doubleuses (seiyū) de la série.

## Série anime
Histoire
L'anime raconte les diverses aventures de trois jeunes filles à l'école primaire, Ringo Yukimori, Leila Takashiro et Natsuki Sasahara, qui peuvent se transformer par magie en adolescentes (les Lilpri) et chanter pour donner du bonheur aux gens, avec l'aide de trois créatures magiques ; elles font cela pour aider le royaume des fées en difficulté, car s'il disparait, tout ce qui est en rapport avec les princesses (princesse Blanche-Neige, princesse Cendrillon, et princesse Kaguya) disparaitra aussi.
Elles sont aidées par Chris, un mystérieux lapin blanc qui semble toujours arriver au bon moment. 
Génériques
Le groupe homonyme Lilpri enregistre la chanson Little Princess Pri! qui sert de premier générique d'ouverture à la série, tandis que la chanson de S/mileage Otona ni Narutte Muzukashii!!! lui sert de premier générique de fin. À partir de l'épisode 26, Lilpri interprète les deux nouveaux génériques de la série : Idolulu et Vira Vira Viro.